# Włodzimierz Pawłowski
Włodzimierz Pawłowski pseud. Kresowiak, Dziadek, Orelski, Myszkowski (ur. 28 listopada 1911 w Zalesiu (powiat rzeszowski), zm. 24 kwietnia 1953 we Wrocławiu) – podoficer zawodowy Wojska Polskiego, kapitan Batalionów Chłopskich, działacz Polskiego Stronnictwa Ludowego, założyciel i dowódca organizacji antykomunistycznej „Kresowiak” przemianowanej na „Rzeczpospolitą Polskę Walczącą”, stracony przez władze stalinowskie w PRL.

## Życiorys
Był synem Józefa i Zofii z domu Kłosowskiej. Uczestniczył w kampanii wrześniowej. Walczył w Batalionach Chłopskich. Był komendantem powiatowym BCh na powiat sokalski. Po wojnie został milicjantem, był kierownikiem wyszkolenia kompanii ochrony Urzędu Wojewódzkiego we Wrocławiu, działał w PSL. Od 1947 ukrywał się. W 1949 roku założył i został komendantem wojewódzkim organizacji „Kresowiak”, która w lutym 1950 roku zmieniła nazwę na „Rzeczpospolita Polska Walcząca”. Na samym Dolnym Śląsku organizacja ta liczyła w sumie około 450 członków. Jej działalność była oparta głównie na środowisku chłopskim, wykorzystując niezadowolenie chłopów z polityki rolnej państwa, a także potencjał ludzki nieistniejącego już wówczas PSL. Organizację rozbito aresztowaniami, których główne nasilenie przypadło na październik 1951 roku. Pawłowski został aresztowany 13 października 1951 roku we Wrocławiu. 
Wyrokiem Wojskowego Sądu Rejonowego we Wrocławiu (któremu przewodniczył ppłk Włodzimierz Ostapowicz) z 31 lipca 1952 roku został skazany na karę śmierci i stracony 24 kwietnia 1953 roku w więzieniu nr 1 przy ul. Kleczkowskiej we Wrocławiu. Rada Państwa 15 kwietnia 1953 roku nie skorzystała z prawa łaski.
W 2003 roku na polu 81 A Cmentarza Osobowickiego we Wrocławiu. Instytut Pamięci Narodowej ekshumował szczątki kpt. Pawłowskiego. Jego tożsamość potwierdziły ostatecznie badania DNA wykonane w Zakładzie Medycyny Sądowej we Wrocławiu.